# Departamento de Risaralda
Koordinaten: 5° 0′ N, 75° 57′ W
Das Departamento de Risaralda ist ein Departamento im Zentrum Kolumbiens. Im Uhrzeigersinn von Norden liegen die Departamentos Antioquia, Caldas, Tolima, Quindío, Valle del Cauca und Chocó.
Der Kaffee dominiert in der Landwirtschaft, gefolgt von Zuckerrohr, Bananen, Maniok und Mais. Die Industrie hat sich in Pereira und Dosquebradas angesiedelt. Es werden Fahrzeugzubehör, Baumaterialien und Textilien hergestellt und Leder verarbeitet.
Die beiden Nationalparks Los Nevados und Tatamá liegen teilweise auf dem Gebiet von Risaralda.

## Administrative Unterteilung
Das Departamento de Risaralda besteht aus 14 Gemeinden (Municipios). Diese untergliedern sich in einen Gemeindekern (cabecera municipal) und dem Umland (resto rural). Das Umland wiederum wird weiter unterteilt in sogenannte Polizeiinspektionen (Inspecciones de Policía Municipal), kleinere Ämter (corregimientos), Siedlungszentren (centros poblados) und Gehöfte (caseríos). Im Folgenden verzeichnet sind alle Gemeinden mit ihrer Gesamteinwohnerzahl sowie der Einwohnerzahl für Gemeindekern und Umland aus der Volkszählung des kolumbianischen Statistikamtes DANE aus dem Jahr 2018, hochgerechnet für das Jahr 2022.
| Municipio           | Gesamteinwohnerzahl | Einwohner Gemeindekern | Einwohner Umland |
| ------------------- | ------------------- | ---------------------- | ---------------- |
| Apía                | 12.432              | 5.840                  | 6.592            |
| Balboa              | 6.406               | 1.701                  | 4.705            |
| Belén de Umbría     | 25.135              | 13.432                 | 11.703           |
| Dosquebradas        | 227.696             | 217.624                | 10.072           |
| Guática             | 12.319              | 4.046                  | 8.273            |
| La Celia            | 7.554               | 3.118                  | 4.436            |
| La Virginia         | 28.465              | 27.846                 | 619              |
| Marsella            | 17.005              | 9.248                  | 7.757            |
| Mistrató            | 17.555              | 4.516                  | 13.039           |
| Pereira             | 485.373             | 409.070                | 76.303           |
| Pueblo Rico         | 16.734              | 3.344                  | 13.390           |
| Quinchía            | 27.746              | 8.188                  | 19.558           |
| Santa Rosa de Cabal | 80.760              | 68.196                 | 12.602           |
| Santuario           | 12.649              | 6.724                  | 5.925            |